# 布拉特 (印度)
布拉特（Bhulath），是印度旁遮普邦Kapurthala县的一个城镇。总人口10079（2001年）。

## 人口
该地2001年总人口10079人，其中男性5323人，女性4756人；0—6岁人口1074人，其中男625人，女449人；识字率69.88%，其中男性为74.60%，女性为64.59%。